# Hylarana montivaga
Hylarana montivaga är en groddjursart som först beskrevs av Smith 1921.  Hylarana montivaga ingår i släktet Hylarana och familjen egentliga grodor. IUCN kategoriserar arten globalt som livskraftig. Inga underarter finns listade i Catalogue of Life.